# Округ Флојд (Кентаки)
Округ Флојд (енгл. Floyd County) је округ у америчкој савезној држави Кентаки.

## Демографија
По попису из 2010. године број становника је 39.451, што је 2.99 (-7,0%) становника мање него 2000. године.
| Група             | 2000.          | 2010.          |
| Белци             | 41.282 (97,3%) | 38.624 (97,9%) |
| Афроамериканци    | 546 (1,3%)     | 294 (0,7%)     |
| Азијати           | 102 (0,2%)     | 76 (0,2%)      |
| Хиспаноамериканци | 260 (0,6%)     | 219 (0,6%)     |
| Укупно            | 42.441         | 39.451         |